# 113th Wing

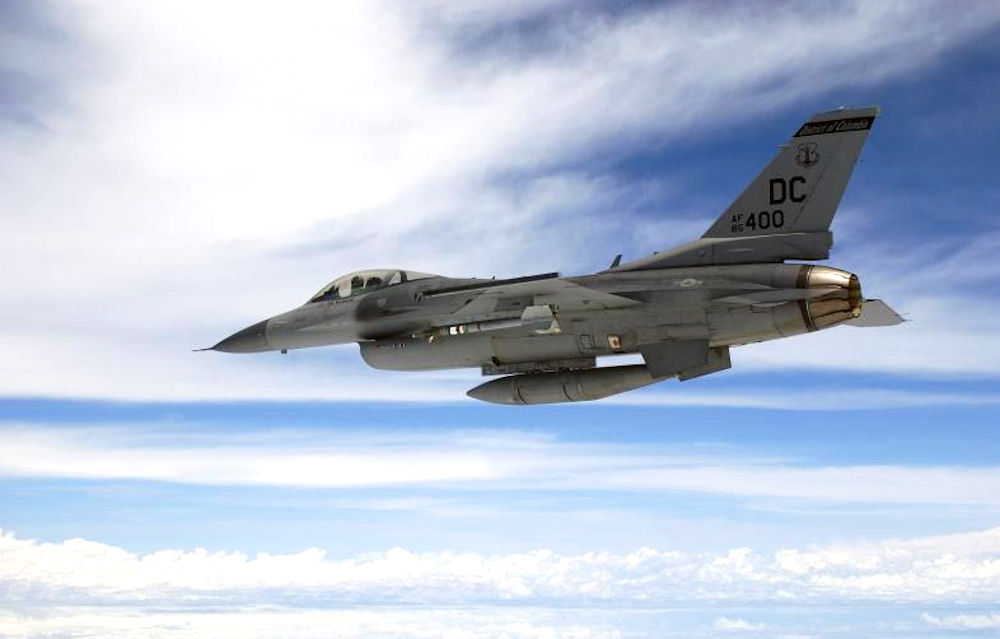
F-16C dello Stormo

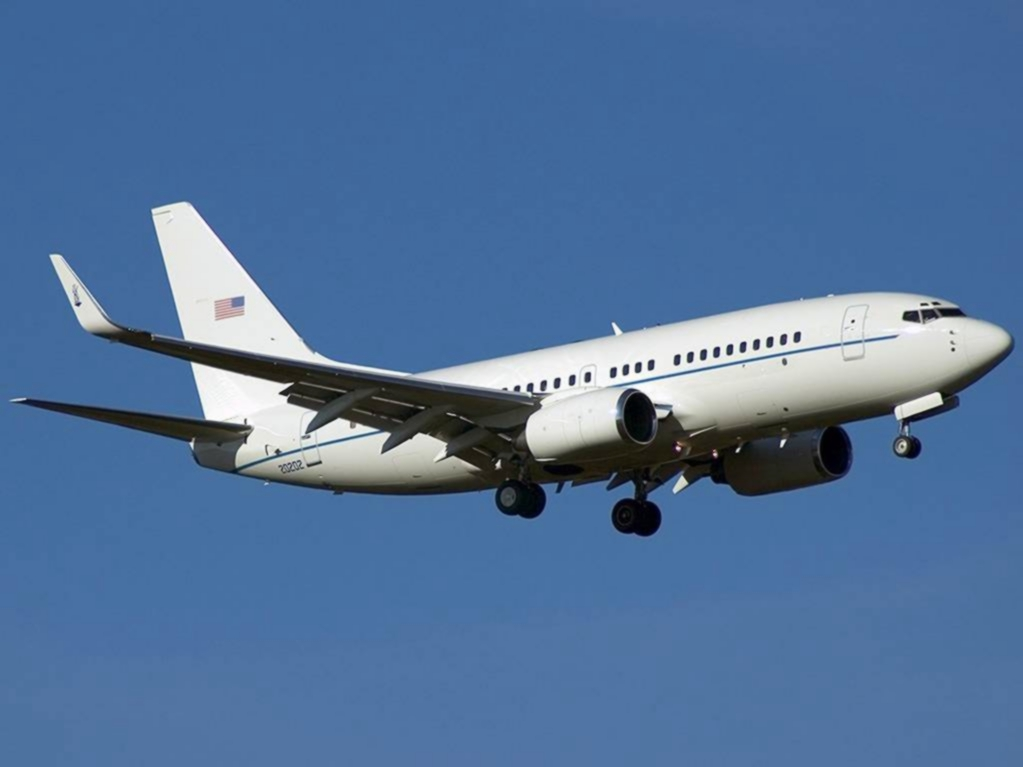
C-40C dello Stormo

Il 113th Wing è uno Stormo composito della District of Columbia Air National Guard. Riporta direttamente all'Air Combat Command quando attivato per il servizio federale. 
Il suo quartier generale è situato presso la Joint Base Andrews, Maryland.

## Organizzazione
Attualmente, al settembre 2017, esso controlla:
- 113th Operations Group
  - 113th Operations Support Flight
  -  121st Fighter Squadron - Equipaggiato con F-16C/D
  -  201st Airlift Squadron - Equipaggiato con 3 C-40C
  - Air Sovereignity Detachment
- 113th Maintenance Group
  - 113th Maintenance Squadron
  - 113th Aircraft Generation Squadron
  - 113th Maintenance Operations Flight
- 113th Mission Support Group
  - 113th Civil Engineer Squadron
  - 113th Logistics Readiness Squadron
  - 113th Security Forces Squadron
  - 113th Communication Flight
  - 113th Mission Support Contracting Flight
  - 113th Mission Support Flight
  - 113th Support Flight
- 113th Medical Group